# Шухеј Камимура
Шухеј Камимура (јап. 上村 周平; Kamimura Shuhei) (рођен 15. октобра, 1995. у Машикију, Јапан) је јапански фудбалер који игра у клубу Роасо Кумамото.